# Ивана Мишкова
Ивана Мишкова (на чешки: Ivana Myšková) е чешка журналистка в областта на културата, драматург, поетеса и писателка на произведения в жанра социална драма и лирика.

## Биография и творчество
Ивана Мишкова е родена през 1981 г. в Роуднице над Лабем, Чехословакия. Следва творческо писане и медийна комуникация в Литературната академия „Йозеф Шкворецки“ в Прага. Дипломната ѝ работа става впоследствие нейния литературен дебют.
След дипломирането си работи за културната програма „Мозайка“ и новините на чешкото радио „Вълтава“, като първо сътрудничи като рецензент, от 2007 г. като постоянен външен сътрудник, а в периода 2010 – 2013 г. като редактор на радиото. В радиото създава сборни програми за литературния отдел и отдела за документи и специални проекти, подготвя интервюта и репортажи по литература. В списание „Респект“ тя и писателите Ян Немец и Яна Шрамкова публикуват полемичен текст от 12 абзаца за прозата, в който се самоопределят срещу някои механизми на съвременната литературна практика, с което предизвикват широк обществен дебат.
През 2007 г. дебютира с радиопиесата си „Следобед с лилипут“ (Odpoledne s liliputem). През 2012 г. е издадена новелата ѝ „Подстрекателство“ (Nícení). Експерименталната проза на творбата отразява неудовлетвореното вътрешно състояние на жената под формата на бележките й в дневник, в нейните сънища, размисли и най-вече писма до различни адресати. Книгата е номинирана за наградата „Чешка книга“ и за наградата „Йозеф Шкворецки“. През 2017 г. е издаден сборникът ѝ с разкази „Белите животни много често са глухи“ (Bílá zvířata jsou velmi často hluchá), в който изследва отвращението и мрачността с научна педантичност и сарказъм. Сборникът е номиниран за наградата „Магнезия Литера“. Публикува свои разкази в различни списания и антологии.
От 2018 г. тя е член на комитета на Асоциацията на чешките писатели (организация-член на Европейския съвет на писателите).

## Произведения

### Самостоятелни романи и новели
- Nícení (2012)[1][3]

### Пиеси
- Odpoledne s liliputem (2007) – радиопиеса[5]

### Сборници
- Bílá zvířata jsou velmi často hluchá (2017) – разкази[1][4]